# Isopogon mnoraifolius
Isopogon mnoraifolius (лат.) — кустарник, вид рода Изопогон (Isopogon) семейства Протейные (Proteaceae), эндемик штата Новый Южный Уэльс в Австралии.

## Ботаническое описание
Isopogon mnoraifolius — кустарник высотой 40-80 см с сероватыми веточками, покрытыми тонкими волосками. Листья обычно разделены, до 10 см в длину и 3 см в ширину. Цветёт в сентябре, на концах стеблей появляются овальные или шаровидные цветочные головки 3-4 см в диаметре, с отдельными кремово-жёлтыми цветками 1,7-2 см в длину. Плод — овальный конус диаметром 2,2 см, в котором расположены семена. Цветки частично опушённые, что отличает этот вид от похожих I. anemonifolius и I. petiolaris, у которых цветки полностью гладкие.

## Таксономия
Впервые этот вид был официально описан австралийским ботаником Дональдом Джоном Макгилливрэем в 1975 году на основе материала, собранного им в Ангури в 1967 году. Видовое название — по сходству листьев с менорой. Макгилливрэй отметил, что существование вида игнорировалось до 1966 года из-за его сходства с широко распространённым Isopogon anemonifolius. Сам он считал, что вид более связан с Isopogon dawsonii.

## Распространение и местообитание
Эндемик Австралии. Встречается только на северо-востоке Нового Южного Уэльса в окрестностях Графтона, где растёт вдоль побережья к востоку от Ангури на юг до Минни-Уотер и района Колдейл. Произрастает на глинистых или песчаных почвах, в открытых пустошах или на опушках лесов.

## Охранный статус
Международный союз охраны природы классифицирует природоохранный статус вида как «неясный». Его среда обитания находится под угрозой из-за сельскохозяственного развития.

## Культивирование
Этот вид может выращиваться как кустарник для альпийских садов или как горшечное растение, хотя I. mnoraifolius цветёт менее обильно, чем другие изопогоны. Растению нужен хороший дренаж. Легко размножается черенками.